# Orchestre symphonique du Colorado

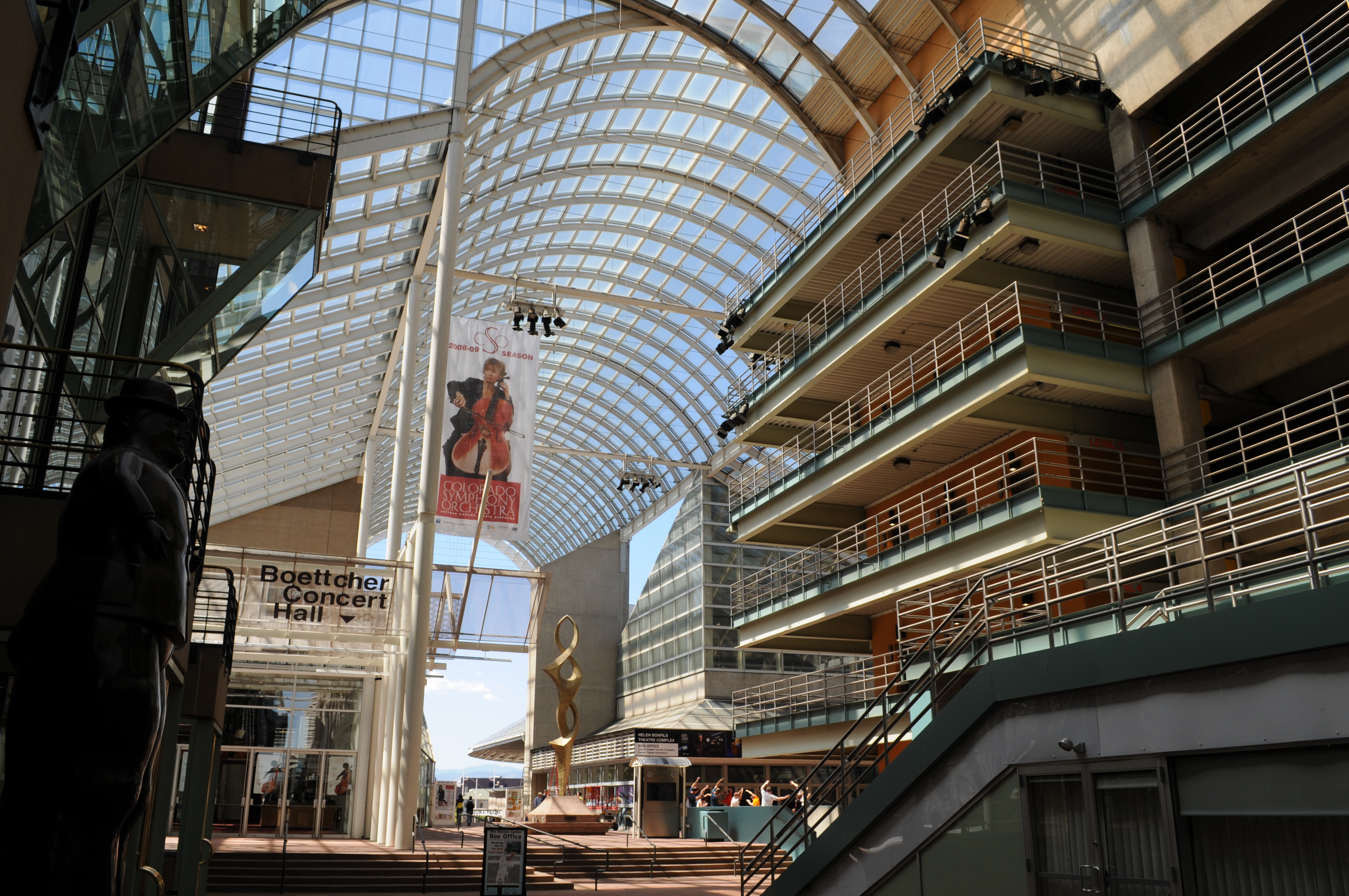
photo de l'intérieur du complexe d'art de performance de Denver

L'Orchestre symphonique du Colorado (Colorado Symphony en anglais) est un orchestre symphonique américain fondé en 1989, basé à Denver.

## Historique
L'Orchestre symphonique du Colorado est un orchestre fondé en 1989, basé à Denver, qui succède à l'Orchestre symphonique de Denver qui a fait faillite en 1989,.
Le lieu principal de résidence de l'orchestre est le Boettcher Concert Hall (en).
En 2022, le chef d'orchestre Peter Oundjian est nommé directeur musical de la formation. 

## Directeurs musicaux
Comme directeurs musicaux de l'orchestre se sont succédé :
- Marin Alsop (1993-2003) ;
- Jeffrey Kahane (en) (2004-2008) ;
- Andrew Litton (2012-2016) ;
- Brett Mitchell (en) (2017[4]-2021) ;
- Peter Oundjian (2022[3]-).